# Zonitoschema iranica
Zonitoschema iranica is een keversoort uit de familie van oliekevers (Meloidae). De wetenschappelijke naam van de soort is voor het eerst geldig gepubliceerd in 1959 door Kaszab.